# Дубечино
Дубечино — деревня в Ступинском районе Московской области в составе Семёновского сельского поселения (до 2006 года входила в Семёновский сельский округ). На 2015 год Дубечино, фактически, дачный посёлок: при 22 жителях в деревне 8 улиц, переулок, тупик и 3 садовых товарищества. Впервые в доступных источниках упоминается в 1518 году, как деревня Дубечна, в XVI—XVIII веках в Дубечино действовала Воскресенская церковь, на месте которой в XIX веке была построена не сохранившаяся деревянная часовня. Деревня связана автобусным сообщением с соседними населёнными пунктами.

## Население
| 2002 | 2006 | 2010 |
| ---- | ---- | ---- |
| 22   | ↗30  | ↘22  |

Гридюкино расположено на западе района, у границы с Чеховским районом, на правом берегу реки Лопасня, у впадения притока, реки Дубечна, высота центра деревни над уровнем моря — 149 м. Ближайшие населённые пункты: Шелково — в 0,5 км на юго-запад, за рекой, Семёновское — около 1,3 км на юго-восток и Ананьино — в 1,5 км на север.